# Wrestling
Pour les articles homonymes, voir Wrestling (homonymie).
Pour plus de détails, voir Fiche technique et Distribution.
Wrestling est un court métrage documentaire en noir et blanc américain réalisé en 1892 par William Kennedy Laurie Dickson.

## Synopsis
Ce documentaire est un documentaire sur le catch américain.

## Fiche technique
- Titre original : Wrestling
- Réalisation, production et scénario : William Kennedy Laurie Dickson
- Durée : 1 minute
- Genre : court métrage et documentaire dramatique
- Format : 1,33:1 - noir et blanc - muet